# Rzepiennik Strzyżewski
Rzepiennik Strzyżewski è un comune rurale polacco del distretto di Tarnów, nel voivodato della Piccola Polonia.
Ricopre una superficie di 70,23 km² e nel 2004 contava 6 806 abitanti.